# اورووالا
اورووالا (به لاتین: Oruwala) یک منطقهٔ مسکونی در سری‌لانکا است که در استان غربی، سری‌لانکا واقع شده‌است. اورووالا ۴٬۵۰۱ نفر جمعیت دارد و ۲۶ متر بالاتر از سطح دریا واقع شده‌است.